# Wegekreuz Stahlenend

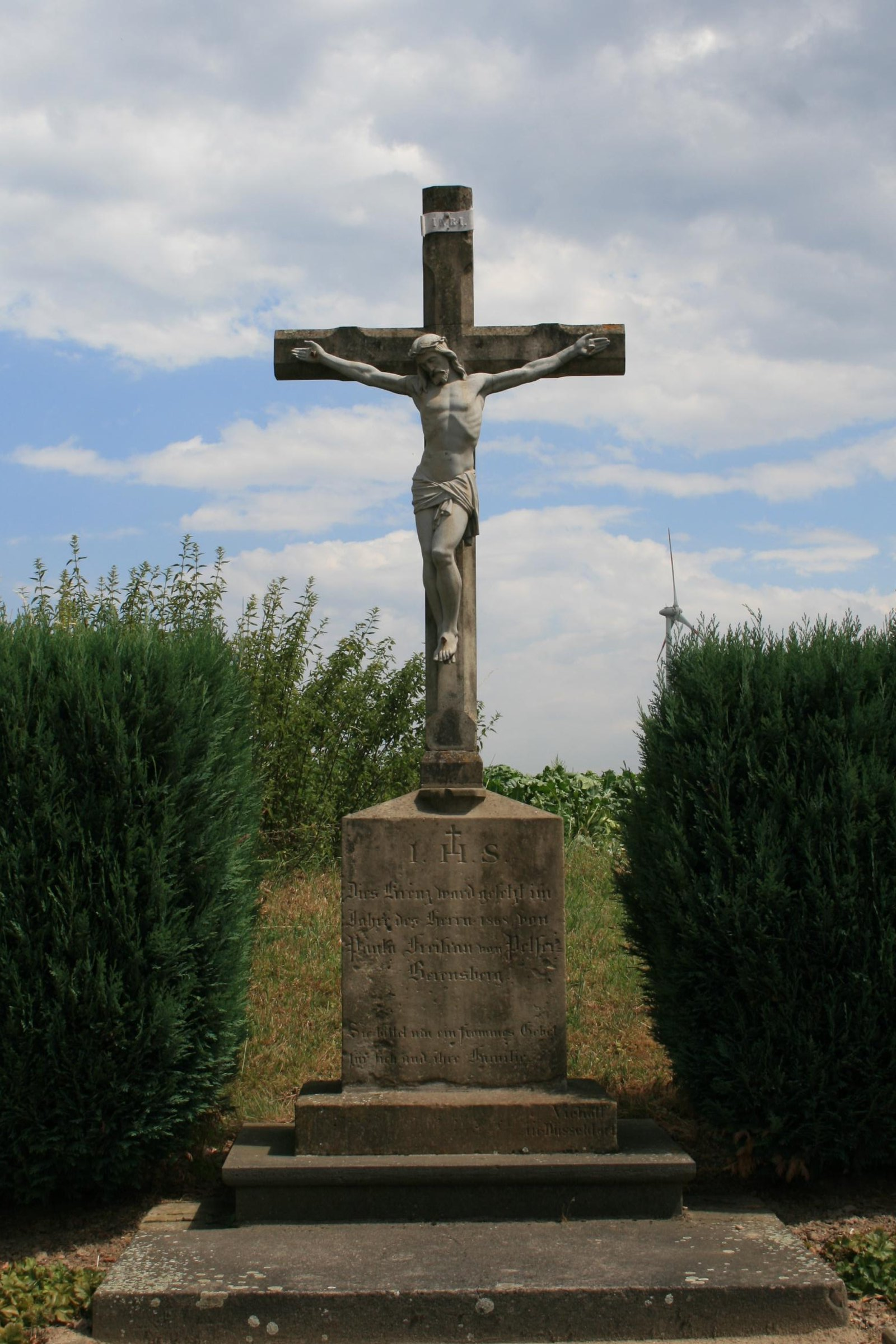
Wegekreuz (2010)

Das Wegekreuz Stahlenend steht im Stadtteil Holt in Mönchengladbach (Nordrhein-Westfalen), Stahlenend/Am Kappelshof.
Das Kreuz wurde 1868 erbaut. Es ist unter Nr. St 029 am 18. August 1994 in die Denkmalliste der Stadt Mönchengladbach eingetragen worden.

## Lage
Das Objekt liegt an der Einmündung der Straße 'Am Kappelshof' in die Straße 'Stahlenend'.

## Architektur
Das Wegekreuz in Form eines Schaftkreuzes auf einem querrechteckigen, zweistufig gegliederten Unterbau. Blockartiger Sockel mit Inschrift, dreiseitige kleine Konsole am Kreuzesfuß, darüber sehr hohes neugotisches Kreuz mit abgeschrägten Kanten.
Inschrift:
IHS / Dies Kreutz ward gesetzt im / Jahre des Herrn 1868, von / Paula Freifrau von Pelser /
Berensberg / Sie bittet um ein frommes Gebet / für sich und ihre Familie. / Viehoff / in Düsseldorf
Das Objekt ist aus orts- und sozialhistorischen Gründen als Baudenkmal schützenswert.